# مالكولم ديفيد كيلي
مالكولم ديفيد كيلي (بالإنجليزية: Malcolm David Kelley)‏ ممثل أمريكي من مواليد 12 مايو 1992، حاصل على جائزة نقابة ممثلي الشاشة 2005 لأفضل مجموعة في مسلسل درامي عن دوره في مسلسل لوست.

## روابط خارجية
- مالكولم ديفيد كيلي على موقع IMDb (الإنجليزية)
- مالكولم ديفيد كيلي على موقع روتن توميتوز (الإنجليزية)
- مالكولم ديفيد كيلي على موقع ألو سيني (الفرنسية)
- مالكولم ديفيد كيلي على موقع ميوزك برينز (الإنجليزية)
- مالكولم ديفيد كيلي على موقع أول موفي (الإنجليزية)
- مالكولم ديفيد كيلي على موقع قاعدة بيانات الأفلام السويدية (السويدية)
- مالكولم ديفيد كيلي على موقع إن إن دي بي (الإنجليزية)
- مالكولم ديفيد كيلي على موقع قاعدة بيانات الفيلم (الإنجليزية)
- مالكولم ديفيد كيلي على موقع كينوبويسك (الروسية)